# Burnette-Gletscher
Der Burnette-Gletscher ist ein steiler Gletscher an der Borchgrevink-Küste des ostantarktischen Viktorialands. In den Admiralitätsbergen fließt er in südöstlicher Richtung zwischen dem Honeycomb Ridge und dem Quartermain Point zur Moubray Bay.
Der United States Geological Survey kartierte ihn anhand eigener Vermessungen und Luftaufnahmen der United States Navy aus den Jahren von 1960 bis 1962. Das Advisory Committee on Antarctic Names benannte ihn 1964 nach Robert L. Burnette von der United States Air Force, der am 15. Oktober 1958 beim Absturz einer Douglas C-124 am Kap Roget gemeinsam mit fünf weiteren Besatzungsmitgliedern ums Leben kam.